# Projektivni prostor
Projektívni prôstor je v matematiki temeljni pojem tako v diferencialni kot tudi algebrski geometriji. Predstavlja množico sestavljeno iz vektorskega prostora tako, da posamezni elelemnt projektivnega prostora vsebuje vse neničelne vektorje, ki so enaki vse do množenja z neničelnim skalarjem. natančno opredelitev projektivnega prostora je moč dati na več načinov, lahko tudi bolj abstraktno. Projektivni prostor, ki nastane iz določenega vektorskega prostora {\displaystyle V} se običajno označi kot {\displaystyle P(V)}. Primera, kadar je {\displaystyle V=\mathbb {R} ^{2}} ali {\displaystyle V=\mathbb {R} ^{3}}, sta projektivna premica in projektivna ravnina.
Zamisel o projektivnem prostoru je povezana s perspektivo, oziroma z načinom kako oko ali fotoaparat projicirata trirazsežni prizor na dvorazsežno sliko. Vse točke, ki ležijo na projektivni premici in se sekajo v gorišču idealnega stenopa, se preslikajo v skupno točko slike. V tem primeru je vektorski prostor {\displaystyle \mathbb {R} ^{3}} z izhodiščem v gorišču fotoaparata, projektivni prostor pa odgovarja točkam slike.
Projektivne prostore se lahko raziskuje kot samostojno področje matematike, uporabljajo pa se tudi na drugih uporabnih področjih, še posebej v geometriji. Geometrični objekti kot so točke, premice ali ravnine se lahko predstavijo kot elementi v projektivnem prostoru s pomočjo homogenih koordinat. S homogenimi koordinatami se lahko preprosteje opišejo različne povezave med temi objekti. Tudi različni izreki v geometriji tako postanejo skladnejši in se otresejo izjem. V standardni geometriji se na primer dve premici v ravnini vedno sekata v točki, razen kadar sta vzporedni. V projektivni predstavitvi premic in točk obstaja presečišče tudi vzporednih premic in se ga lahko izračuna enako kot druga precečišča.
Druga matematična področja, kjer so projektivni prostori pomembni, so: topologija, teorija Liejevih in algebrskih grup ter teorija njihovih reprezentacij.